# Tijana Malešević
Tijana Malešević, född 18 mars 1991 i Užice, är en serbisk volleybollspelare. Malešević blev olympisk silvermedaljör i volleyboll vid sommarspelen 2016 i Rio de Janeiro. Hon avslutade sin spelarkarriär 2020 och har sedan dess varit assisterande tränare för OK Zlatibor och landslaget.